# Raketenbasis Gulbiniškiai

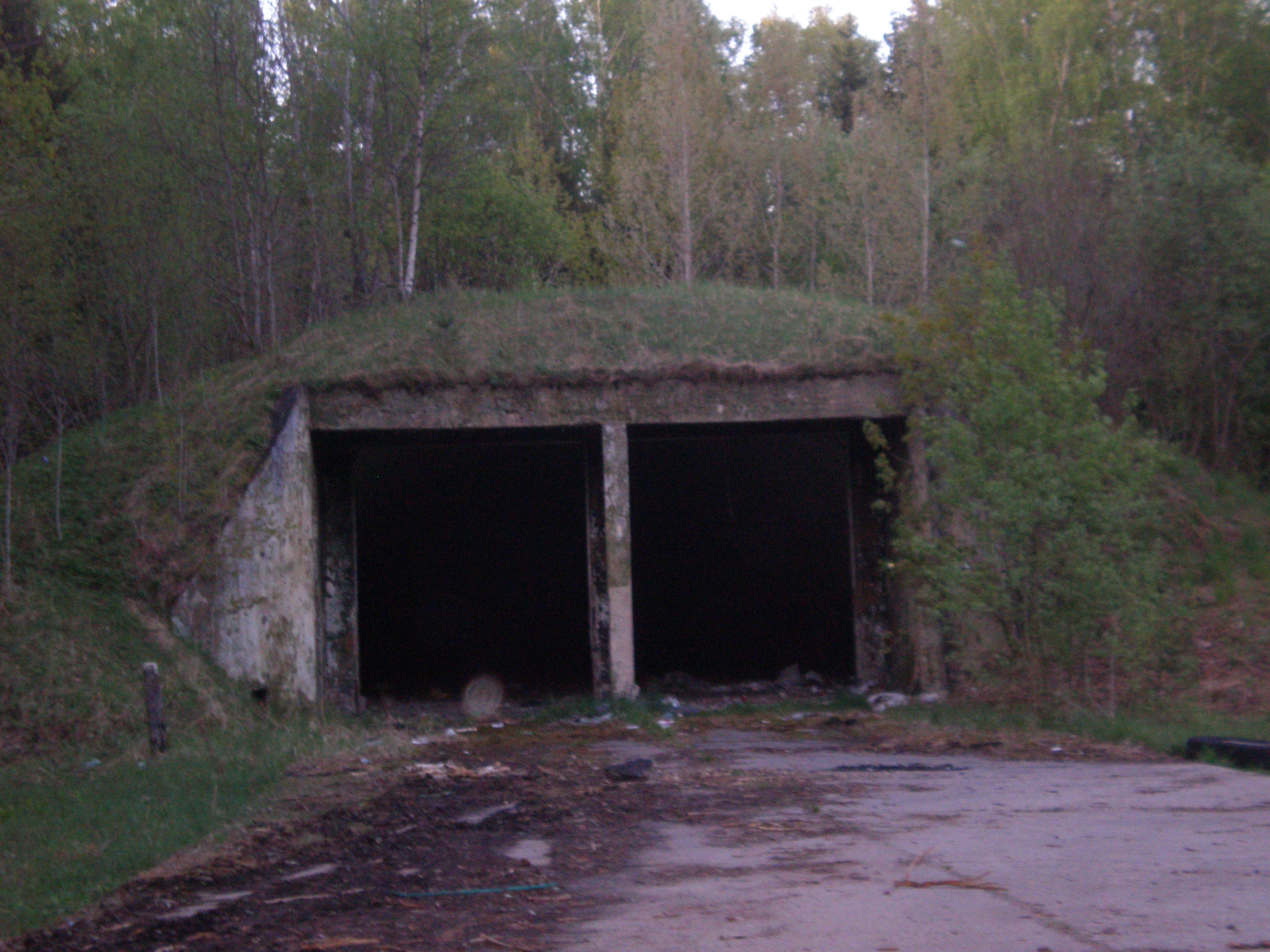
Raketenbasis in Gulbiniškiai

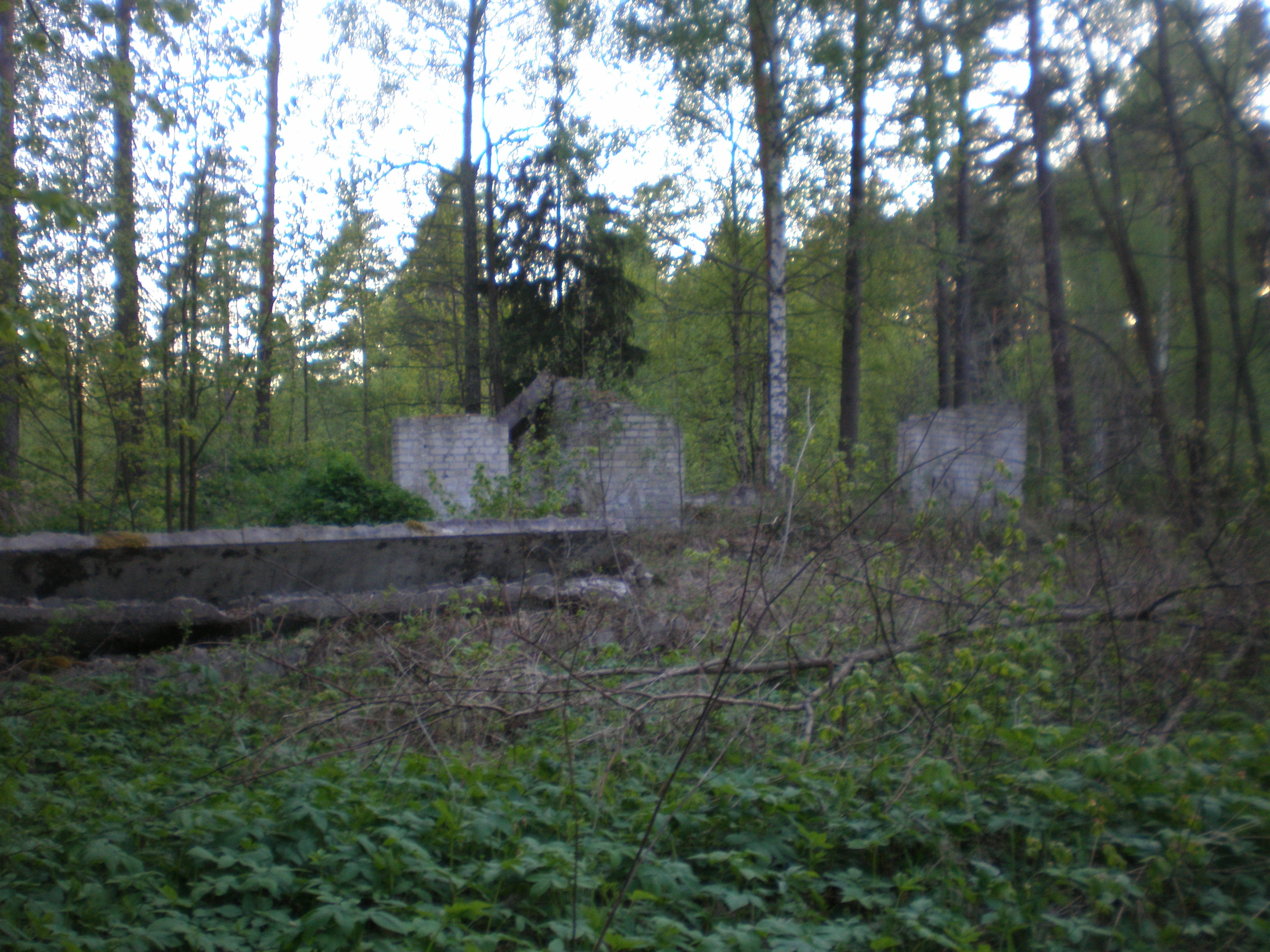
Einrichtung von außen

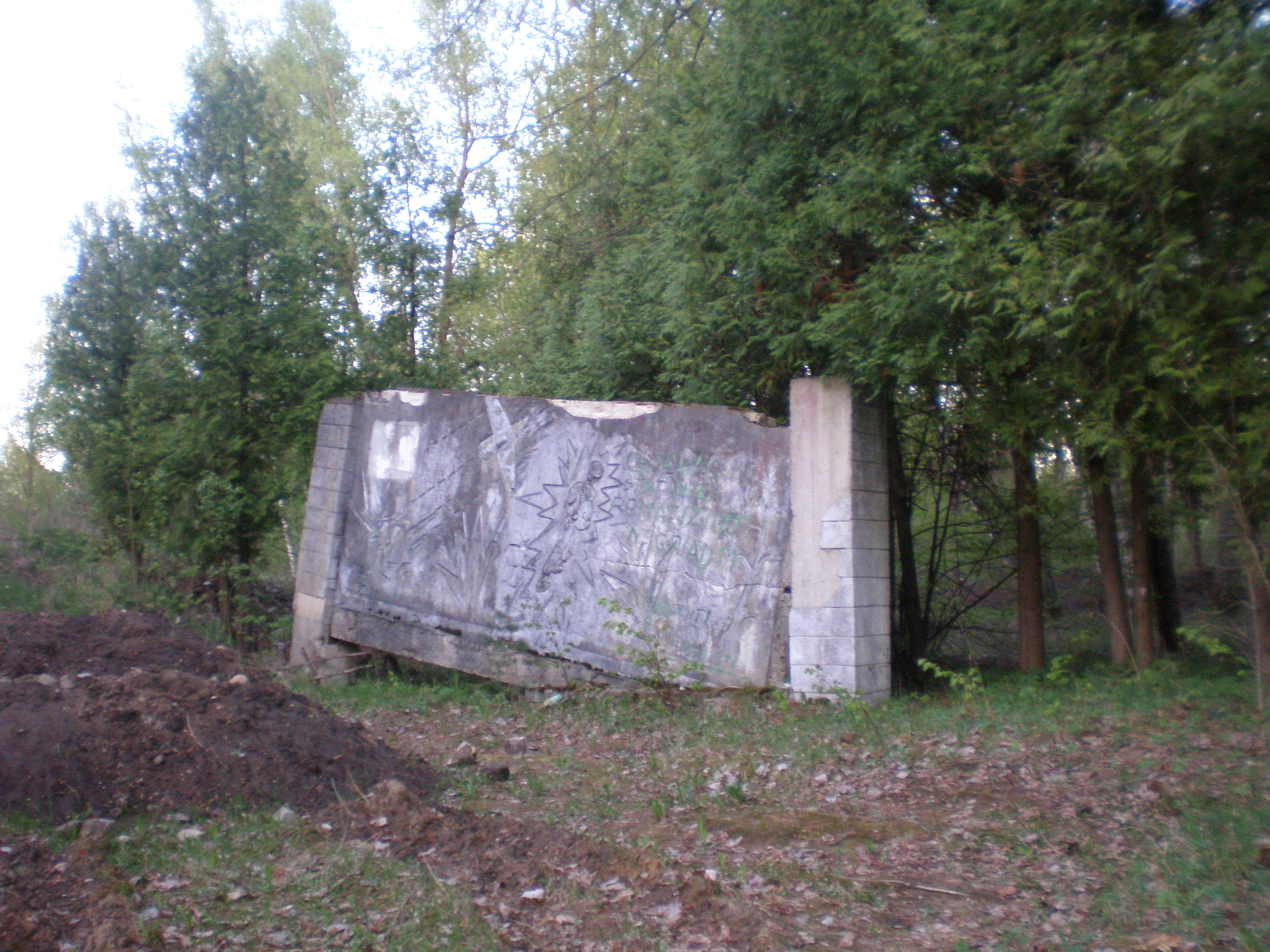
Wand

Die Raketenbasis Gulbiniškiai (Raketenstützpunkt Karmėlava Ost oder Karmėlava Ost) war ein Raketenstartplatz (Raketenstützpunkt) der Sowjetarmee in der Litauischen SSR, in einem Wald nahe dem Dorf Gulbiniškiai, etwa 7 km südwestlich von der Stadt Jonava und unweit von Karmėlava bei Kaunas, in einem sumpfigen Gebiet der Region, in der heutigen Rajongemeinde Jonava, Bezirk Kaunas, Litauen. Er gehörte dem 42. Raketenregiment der 58. Raketendivision der 50. Raketenarmee von Strategischen Raketentruppen der Sowjetunion (Hauptsitz in Smolensk, Weißrussische SSR).

## Geschichte
Die Raketenbasis wurde um 1960 für die Sowjetarmee gebaut. Der Stützpunkt für ballistische Rakete war mit der notwendigen Infrastruktur ausgestattet, um eine solche Anlage bereitzustellen. Die Raketenbasis war für R-12-Raketen bestimmt. Die Exkursionen sind vom Landesmuseum Jonava vorgesehen.
Zurzeit ist die Basis aufgegeben, schließt jedoch die Möglichkeit einer zukünftigen Anpassung für touristische Zwecke nicht aus.